# Балкански гекон
Балканският гекон (Cyrtopodion kotschyi), наричан също нощен гущер, е вид гущер. Видът не е застрашен от изчезване. Той е единственият представител на семейство Геконови (Gekkonidae), срещащ се в България.

## Разпространение и биотоп
Балканският гекон е разпространен в южната част на Апенинския полуостров, южните и източни части на Балканския полуостров, по островите в Източното Средиземноморие, в южните части на Крим, западните части на Грузия и Армения, средните и южни области на Турция, в Сирия и Палестина. В България се среща до надморска височина 450 m, като са представени три подвида:
- C. k. bibroni – в Петричко-Санданската котловина
- C. k. rumelicus – около Пазарджик, Пловдив и Асеновград
- C. k. danilewskii – в Югоизточна България и по Черноморието до Варна на север

Балканският гекон е предимно синантропен вид – живее най-вече в селищата. Обитава планини, възвишения, склонове, храсталаци, крайбрежия и плажове.

## Начин на живот
Балканският гекон е активен през нощта, като през деня се крие в пукнатини, покриви, и други части на сградите. Добре се катери по гладки повърхности и рядко слиза на земята. Храни се с насекоми и дребни паякообразни. Женските снасят най-често по две яйца в началото на лятото.